# 中央军委政治工作部办公厅
中央军委政治工作部办公厅，位于北京市，是中央军事委员会政治工作部下属的厅，负责该部综合业务。

## 沿革
1950年4月，新组建中央人民政府人民革命军事委员会总政治部时，即设有秘书长系统。1969年12月，中国人民解放军总政治部恢复办公，设中国人民解放军总政治部办公室。中共十一届三中全会以后，总政治部根据中央军委的决定调整了机构，设中国人民解放军总政治部办公厅。1982年，总政治部机构精简，总政领导班子调整，中国人民解放军总政治部办公厅改为中国人民解放军总政治部办公室。1985年，中国人民解放军总政治部办公室改为中国人民解放军总政治部办公厅。
1992年9月，中央军委批准设立中国人民解放军总政治部司法局，作为管理全军司法行政工作的职能部门。原先设在司令机关的军事法律顾问机构向政治机关移交。
2016年改革前，中国人民解放军总政治部办公厅下设有：秘书局、第二秘书局、信访局、司法局、编研室、政治工作研究室、群众工作办公室等。
在深化国防和军队改革中，2016年1月，中国人民解放军总政治部撤销，成立中央军委政治工作部，並随之成立中央军委政治工作部办公厅。

## 机构设置
- 上屬為中央軍委政治工作部（原中國人民解放軍總政治部）[13]

## 历任主任
中国人民解放军总政治部秘书长
- 魏传统（1950年4月—1952年12月）
- 王宗槐 中将（1953年1月—1958年11月）
- 白文华 大校（1958年11月—1961年1月）
- 袁子钦 中将（1961年1月—1964年7月）
- 贾若瑜（1965年1月—1967年6月，代理）
- 张梓祯（1967年6月—1968年10月）
- 王迪康（1969年12月—1981年3月）
- 栗光祥（1981年3月—1985年2月）
- 姚抗（1985年2月—1988年8月）
- 沈雪哉 少将（1990年4月—1992年10月）
- 李运之 少将（1992年10月—1997年10月）
- 程宝山 少将（1997年10月—2002年12月）
- 范印华 少将（2002年12月—2005年12月）
- 朱福熙 少将（2005年12月—2007年9月）
- 柴绍良 少将（2007年9月—2009年3月）
- 张贡献 少将（2009年—2012年12月）[15]
- 李凤山 少将（2013年—2015年3月）
- 尹洪文 少将（2015年3月—2016年）[16]

| 中央军委政治工作部办公厅主任 - 尹洪文 少将（2016年1月—2017年7月） | 中央军委政治工作部办公厅副主任 - 张成文 大校（2016年—） |